# Litoria prora
Litoria prora es una especie de anfibio anuro de la familia Hylidae.

## Distribución geográfica
Es originaria del este de la isla de Nueva Guinea.